# Капријано дел Коле
Капријано дел Коле је насеље у Италији у округу Бреша, региону Ломбардија.
Према процени из 2011. у насељу је живело 4275 становника. Насеље се налази на надморској висини од 97 м.

## Становништво
| 1951. | 1961. | 1971. | 1981. | 1991. | 2001. | 2011. |
| ----- | ----- | ----- | ----- | ----- | ----- | ----- |
| 2.992 | 2.799 | 2.514 | 2.838 | 3.451 | 3.856 | 4.553 |